# Kara (langue)
Pour les articles homonymes, voir kara.
Le kara (ou lemakot ou lemusmus) est une des langues de Nouvelle-Irlande parlée par 5 000 locuteurs en province de Nouvelle-Irlande, dans le nord de la province. Elle comprend les dialectes suivants :  East Kara, West Kara, Lauan-Nonopai, Ngavalus-Lossuk, Luburua.